# ULTRA BLUE
《ULTRA BLUE》是宇多田光的第四張日文原創專輯，於2006年6月14日發行。
在實體銷量方面，這是她第一次的大幅下滑，未能取得年度冠軍，全球銷量約為110萬，一般認為這跟與上張日文專輯間長達四年之久的間隔頗有關係。不過本作在付費下載方面仍很成功，在發行一個月內，碟內曲目付費下載數已突破400萬次， 並居iTunes Japan專輯榜前十位長達2個月之久，成為iTunes Japan數位銷售年間第四。

## 概要
- 自本專輯開始，所有樂曲編曲也由宇多田光獨立作業。(過去作詞、作曲部分本人完成，編曲則多數與他人合作)
- 少數未有同名曲的日文專輯。本人提到：「"BLUE"算是代表了這張專輯的方向性，但光用"BLUE"，聽來只有孤獨和黑暗的感覺...少了我一種我想表達的悲傷感。所以想在BLUE前後加上些什麼...覺得ULTRA BLUE是不錯的標題。」
- 在宮澤賢治詩作的擬聲手法裡得到靈感，作品中有其特色。關於宮澤賢治，後作"HEART STATION"中的「take 5」，也有著銀河鐵路夜晚的歌詞。
- BLUE，本作中的主軸曲，製作專輯的中期製作的曲子，宇多田光本人提到「在這裡有發揮到自己的所有能量」，自己對本曲評價很高。雖對旋律與歌詞間的契合度仍有點不滿意，但總而言之，本人總結認為本曲是一首可以代表「宇多田光」四個字的完整作品。甚至提到「如果明天要死，那今天就以BLUE作為最後的作品，我就很滿足了。」如此形容曲子製作的幹勁。
- 日曜の朝（星期日早晨），本人也提到很喜愛本曲，並體現了她自己的人生觀。她對星期日早上有著「大家跳脫出群體社會，以一個人身分與自己相處的時光」的印象，在本曲體現了。另外，提到因為自己作曲者的職業，當這個世界都在休息的時間自己仍須工作，也在曲裡隱含了了大多數人的一點羨慕。
- Making Love，是描述忽然搬遷的好友的友情的曲子。本人提到因好友搬遷到大阪後有感寫下的曲子。
- 繼2002年以"光"一曲作為Square Enix作品王國之心主題曲的成功合作後，這次專輯內"Passion"一曲再次與該系列續作王國之心 II合作，而全球版則為以英文重寫歌詞的"Sanctuary"。
- COLORS，是本作中收錄的最舊的單曲，於四年前的2002年底就已完成。關於理由，本人回答「想到半世紀後聽我的歌的人，他們會覺得我不把全部單曲都收到專輯裡有點討厭吧？」。

## 榜單成績
發行首週以500,317張登上當週日本Oricon榜跟世界銷售榜冠軍，成為她連續第五張首週銷量超過500,000張的專輯，更新當時紀錄。
同時僅憑一周銷量登上Oricon榜6月間冠軍，比亞軍Remioromen專輯《HORIZON》的22萬張多了接近1倍。次周繼續賣出156,978張，連續兩週穩佔Oricon榜冠軍位置，並佔據該周世界銷售榜第5位。
2006年年間賣出882,343張，成為日本該年銷量第7專輯，也是全年銷量最高的女性原創專輯。
日本地區至今銷量909,113張，獲日本唱片協會認證為百萬唱片。全球地區銷量超過1,000,000張。

## 曲目
全曲作詞、作曲：宇多田光
| 曲序 | 曲目                                        | 时长 |
| ---- | ------------------------------------------- | ---- |
| 1.   | This Is Love                                | 5:00 |
| 2.   | Keep Tryin'                                 | 4:55 |
| 3.   | BLUE                                        | 5:17 |
| 4.   | 星期日早晨（，Nichiyō no Asa）              | 4:46 |
| 5.   | Making Love                                 | 4:27 |
| 6.   | 如願以償（，Dareka no Negai ga Kanau Koro） | 4:29 |
| 7.   | COLORS                                      |      |
| 8.   | One Night Magic feat. Yamada Masashi        | 3:36 |
| 9.   | 海路（，Kairo）                             | 5:25 |
| 10.  | WINGS                                       | 4:54 |
| 11.  | Be My Last                                  | 4:32 |
| 12.  | Eclipse (Interlude)                         | 1:34 |
| 13.  | Passion                                     | 4:44 |

## 收錄單曲
| 發行日         | 歌曲         | 最高排名  | 上榜週數 | 銷量    |
| -------------- | ------------ | --------- | -------- | ------- |
| 2003年1月19日  | COLORS       | #1        | 45       | 893,790 |
| 2004年4月21日  | 如願以償     | #1        | 22       | 365,206 |
| 2005年9月28日  | Be My Last   | #1        | 13       | 150,928 |
| 2005年12月14日 | Passion      | #4        | 15       | 112,345 |
| 2006年2月22日  | Keep Tryin'  | #2        | 11       | 125,077 |
| 2006年5月31日  | This Is Love | #1 - 數碼 | ---      | ---     |

## 銷售

### Oricon銷售榜（日本）
| 發售日期      | 排行榜            | 最高排名    | 首週銷量 | 總銷量  | 上榜週數 |
| ------------- | ----------------- | ----------- | -------- | ------- | -------- |
| 2006年6月14日 | Oricon 每日銷售榜 | #1          |          |         |          |
| 2006年6月14日 | Oricon 每週銷售榜 | #1 （兩週） | 500,317  | 909,113 | 53       |
| 2006年6月14日 | Oricon 每月銷售榜 | #1          |          |         |          |
| 2006年6月14日 | Oricon 年度銷售榜 | #7          |          |         |          |

### United World Chart
| United World Chart | United World Chart | United World Chart | United World Chart | United World Chart |
| 週                 | 01                 | 02                 | 03                 | 04                 |
| ------------------ | ------------------ | ------------------ | ------------------ | ------------------ |
| 排名               | 1                  | 5                  | 15                 | 39                 |
| 銷量               | 500,000            | 157,000            | 80,000             | 43,000             |